# Altar de Choque Chinchay

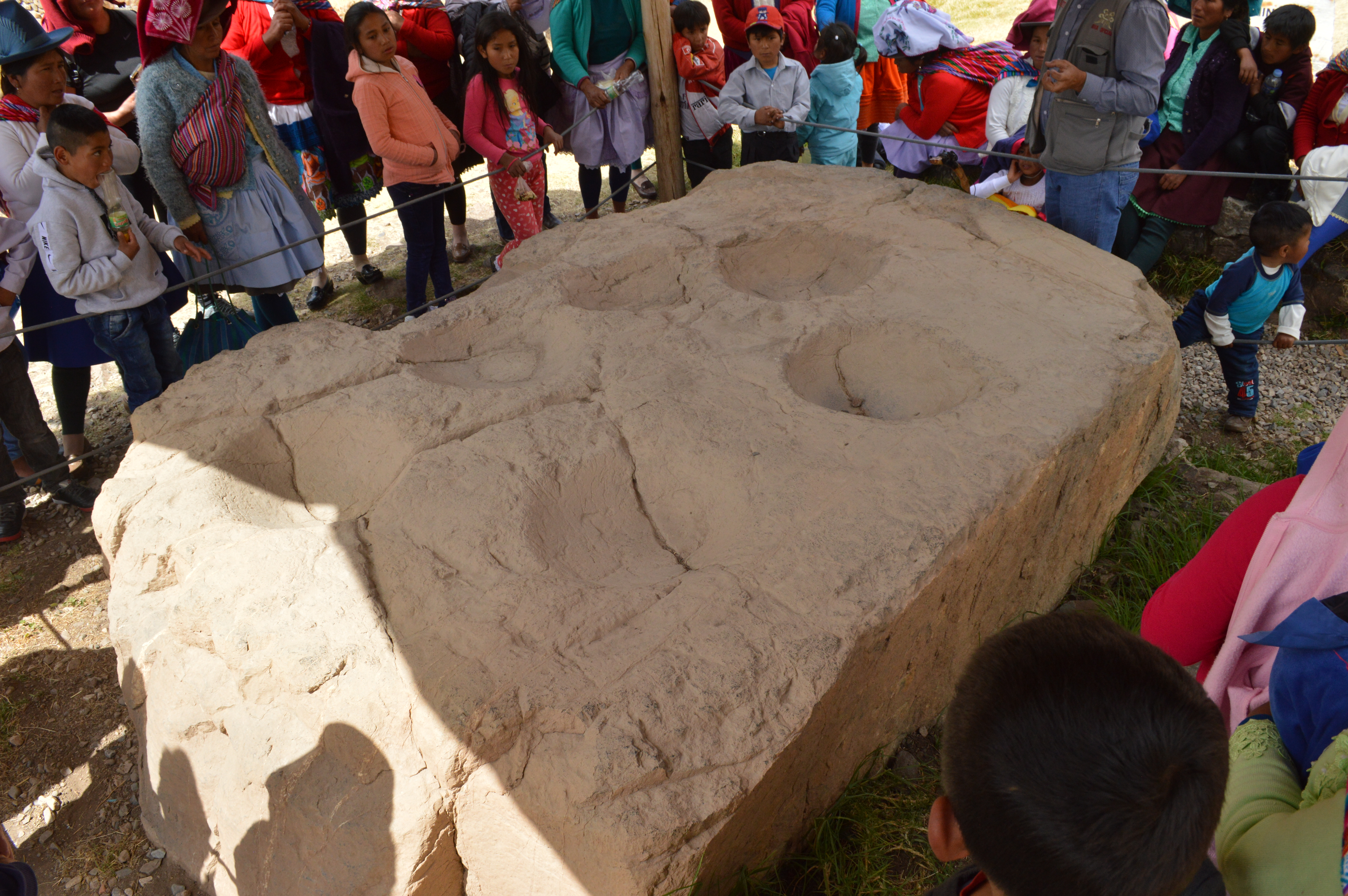
Altar de Choque Chinchay

El altar de Choque Chinchay es un monolito en forma de paralelepípedo de 10 toneladas ubicado en la esquina suroeste de la plaza Cuadrada del sitio arqueológico de Chavín de Huántar, en Perú.  Es de piedra caliza y  mide 2,77 m de largo, 2,30 m de ancho, 60 cm de espesor. Cuenta con siete hoyos semiesféricos en su lado superior. Fue descubierto el 1 de diciembre de 1934 por Martín Flores García y Humberto L. Hidalgo.
Según Federico Kauffmann Doig, su función debe asociarse a contextos de «ritos pluviomágicos en los que los pocitos debieron constituir espejos de agua». 

## Origen del nombre
Fue denominado Choque Chinchay por Luis Guillermo Lumbreras y Marino Gonzáles Moreno en 1970 por la semejanza de la distribución de los siete hoyos con el cúmulo de estrellas denominado las Pléyades (o las Siete Cabrillas), con tres hoyos «en línea y cuatro en su entorno, pero sobre todo un orden que sugiere la figura de un felino, con dos hoyos en los puntos correspondientes a las patas, hacia el oeste y uno en el lugar correspondiente a la cabeza, al noreste, dos en el lomo y dos en el rabo, en el extremo suroeste».
De acuerdo a Tom Zuidema, Choque Chinchay en el mundo andino hace referencia a un felino sobrenatural que emerge del Inframundo (Uku Pacha) y asciende a los cielos para asegurar la abundancia del Mundo Superior (Hanan Pacha).
De acuerdo a un texto anónimo de 1586, Choque Chinchay (en quechua Chuqi Chinchay) hace referencia a una estrella venerada por las personas del mundo andino. El vocablo arcaico y en desuso Chuqi hace referencia a oro de alta calidad o a algo sumamente valorado. De acuerdo a Yamqui Salcamaygua en su obra Relación de las antigüedades del Reino del Perú del siglo XVII, Choque Chinchay está relacionado con el planeta Venus en el momento del atardecer, y un felino que escupe granizo.